# Sanna Jinnedal
Sanna Jinnedal, född 25 april 1993 i Borås, är en svensk modell som 2012 vann skönhetstävlingen Miss World Sweden och representerade Sverige vid Miss World 2012 i Kina. Jinnedal placerade sig bland Topp 30 och hon blev också Miss World sports 2012. Jinnedal representerade även Sverige i Miss Pearl of Europe 2012 tävlingen på Cypern och kom där på tredje plats.